# Formica ravida
Formica ravida é uma espécie de formiga do gênero Formica, pertencente à subfamília Formicinae.